# Solenostoma fauriana
Solenostoma fauriana là một loài rêu tản trong họ Jungermanniaceae. Loài này được (Beauverd) Bakalin miêu tả khoa học lần đầu tiên năm.